# サン・ロッコ・アル・ポルト
サン・ロッコ・アル・ポルト（伊: San Rocco al Porto）は、イタリア共和国ロンバルディア州ローディ県にある、人口約3,300人の基礎自治体（コムーネ）。

## 地理

### 位置・広がり

#### 隣接コムーネ
隣接するコムーネは以下の通り。括弧内のPCはピアチェンツァ県所属を示す。
- カレンダスコ (PC)
- フォンビオ
- グアルダミーリオ
- ピアチェンツァ (PC)
- サント・ステーファノ・ロディジャーノ

### 気候分類・地震分類

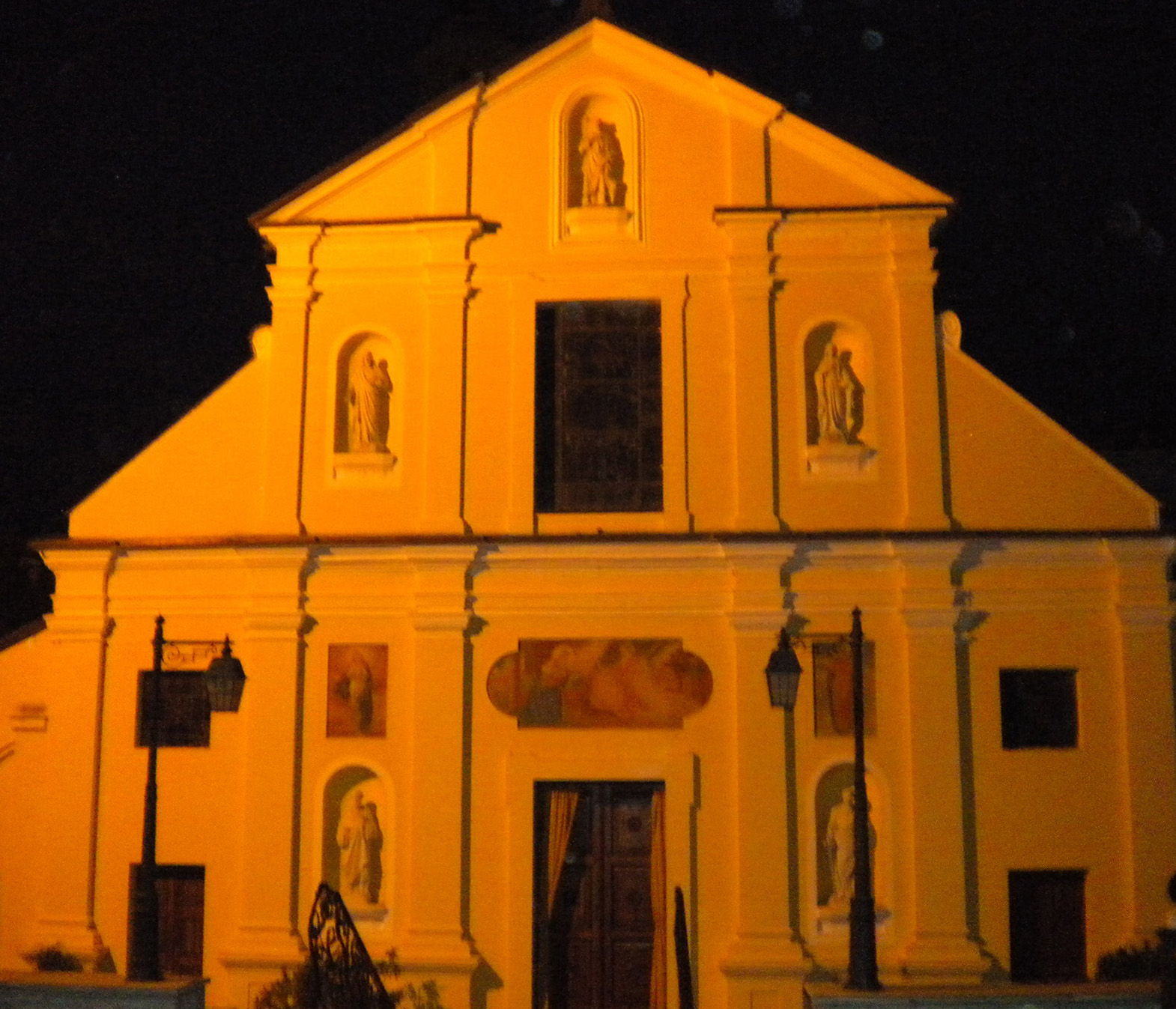
サン・ロッコ教会

気候分類では、zona E, 2701 GGに分類される。
また、イタリアの地震リスク階級 (it) では、zona 3 (sismicità bassa) に分類される。